# Variations sur un thème de Corelli
Les Variations sur un thème de Corelli (russe : Вариации на тему А. Корели, Variatsii na temu A. Koreli), Op. 42, forment un recueil de 20 variations pour piano composées par Sergueï Rachmaninov en 1931, sur la sonate pour violon, violone et clavecin d'Arcangelo Corelli op. 5 n° 12. L'œuvre de Corelli est elle-même un ensemble de variations sur la Folia (Folies d'Espagne), l'un des plus anciens thèmes musicaux européens.

## Composition
Nichée au cœur de la forêt de Rambouillet, la villa « Le Pavillon » à Clairefontaine-en-Yvelines accueille les Rachmaninov au cours des étés 1929 à 1931. C'est en été 1931 qu'il y compose ses Variations Corelli op. 42, seule œuvre « française » du compositeur.
Le cadre de la villa est typiquement russe : une belle demeure entourée d'un parc vaste et dégagé, comme une petite enclave russe au cœur du terroir français.

## Création
Rachmaninov inscrit les Variations Corelli en ouverture de sa saison de concerts, à Montréal le 12 octobre 1931. Cependant, « l'accueil est si tiède qu'il décide de n'en jouer désormais qu'une sélection ». Jacques-Emmanuel Fousnaquer, biographe du compositeur, regrette que « beaucoup d'auditeurs, beaucoup de pianistes sont ainsi passés à côté de cette oeuvre qui, pour être d'un abord discret, n'en est pas moins d'un charme rare ».
Dans une lettre à Nikolaï Medtner, Rachmaninov déclarait à propos de ces variations : « Je les ai jouées une quinzaine de fois, mais jamais dans leur continuité. Je me suis guidé sur les toux du public. S'ils toussaient de plus en plus, je sautais la variation suivante. S'ils cessaient de tousser, je jouais normalement. À un concert, je ne me souviens plus lequel — c'était dans une petite ville — ils toussaient tellement que je n'ai pu jouer que 10 variations (sur les 20). J'ai atteint mon record à New York, où j'en ai joué 18. »

## Analyse musicale

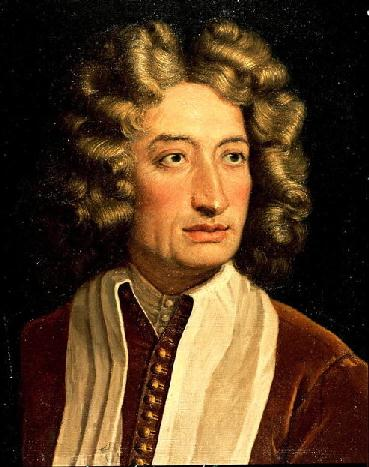
Peinture d'Arcangelo Corelli, auteur de la sonate no 12 qui reprend le thème de la Folia servant de matériau de base aux Variations Corelli.

C'est une succession de 20 variations sur le thème de la sonate Op. 5 n° 12 de Corelli (1700). Une écriture pour piano qui fait référence aux compositeurs romantiques comme Liszt ou Chopin. Bien que cette œuvre soit inspirée d'un thème baroque on la classe dans une esthétique post-romantique. Rachmaninov s'est réapproprié le thème original de Corelli (lui-même inspiré des Folies d'Espagne), il le transforme avec des accords utilisés de son temps, empruntés au Jazz.

### Thème:Andante
Exposition du thème : On peut remarquer la présence de l'accord de quinte augmenté, la présence d'un retard dans la dernière mesure de ce thème. 

### Variation I:Poco più mosso
1re variation : Poco più mosso (= un peu plus animé) 

### Variation II:L'istesso tempo
2e variation : L'istesso tempo (= même tempo à l'oreille)

### Variation III:Tempo di Minuetto
3e variation : Tempo di Minuetto 

### Variation IV.Andante
4e variation : Andante (= assez lent, mais dans un sentiment "allant")

### Variation VIII:Adagio misterioso
Comme dans les variations de Corelli : il y a une rupture entre les 7 premières variations et celle qui suit : plus lente, plus mystérieuse.

## Discographie
Le pianiste Alexander Melnikov a enregistré les Variations Corelli chez Harmonia Mundi, avec les études-tableaux op. 39 et les six poèmes op. 38.

## Autres variations de Rachmaninov
- Rhapsodie sur un thème de Paganini (pour orchestre)
- Variations sur un thème de Chopin (pour piano)